# Levi Lincoln senior
Levi Lincoln senior (Hingham, 15 maggio 1749 – Worcester, 14 aprile 1820) è stato un politico statunitense.

## Biografia
Fu il quarto procuratore generale degli Stati Uniti durante il mandato del terzo presidente, Thomas Jefferson.
Frequentò l'Università di Harvard e studiò con Joseph Hawley. Anni dopo partecipò alla Battaglia di Lexington. Ebbe due figli, Enoch Lincoln e Levi Lincoln Junior ed entrambi si distinsero successivamente in politica.